# مخالفت سیاسی
مخالفت سیاسی (انگلیسی: Political dissent) نارضایتی یا مخالفت با سیاست‌های یک هیئت حاکمه است. ابراز مخالفت ممکن است از اختلاف نظر کلامی تا نافرمانی مدنی تا استفاده از خشونت شکل بگیرد.
قانون اساسی ایالات متحده تظاهرات و اختلاف نظر بدون خشونت با دولت را از ارزش‌های اساسی آمریکا می‌داند.

## روشهای مخالفت
- لابی‌گری
- پروپاگاندا
- سامیزدات
- انقلاب
- اعتراض
- بایکوت
- تئاتر خیابانی
- خودسوزی
- اعتصاب